# Марктль
Марктль (нім. Marktl) — громада на річці Інн на півдні Німеччини, у федеральній землі Баварія. Підпорядковується адміністративному округу Верхня Баварія. Входить до складу району Альтеттінг. Центр об'єднання громад Марктль.
Перше поселення на місці Марктля з'явилось у XIII столітті. Населення Марктля — 2700 осіб. На території комуни до річки Інн впадає Альц.
Площа — 27,84 км2. Населення становить 2790 ос. (станом на 31 грудня 2020).

## Особистості
- У місті народився папа Бенедикт XVI.

## Галерея

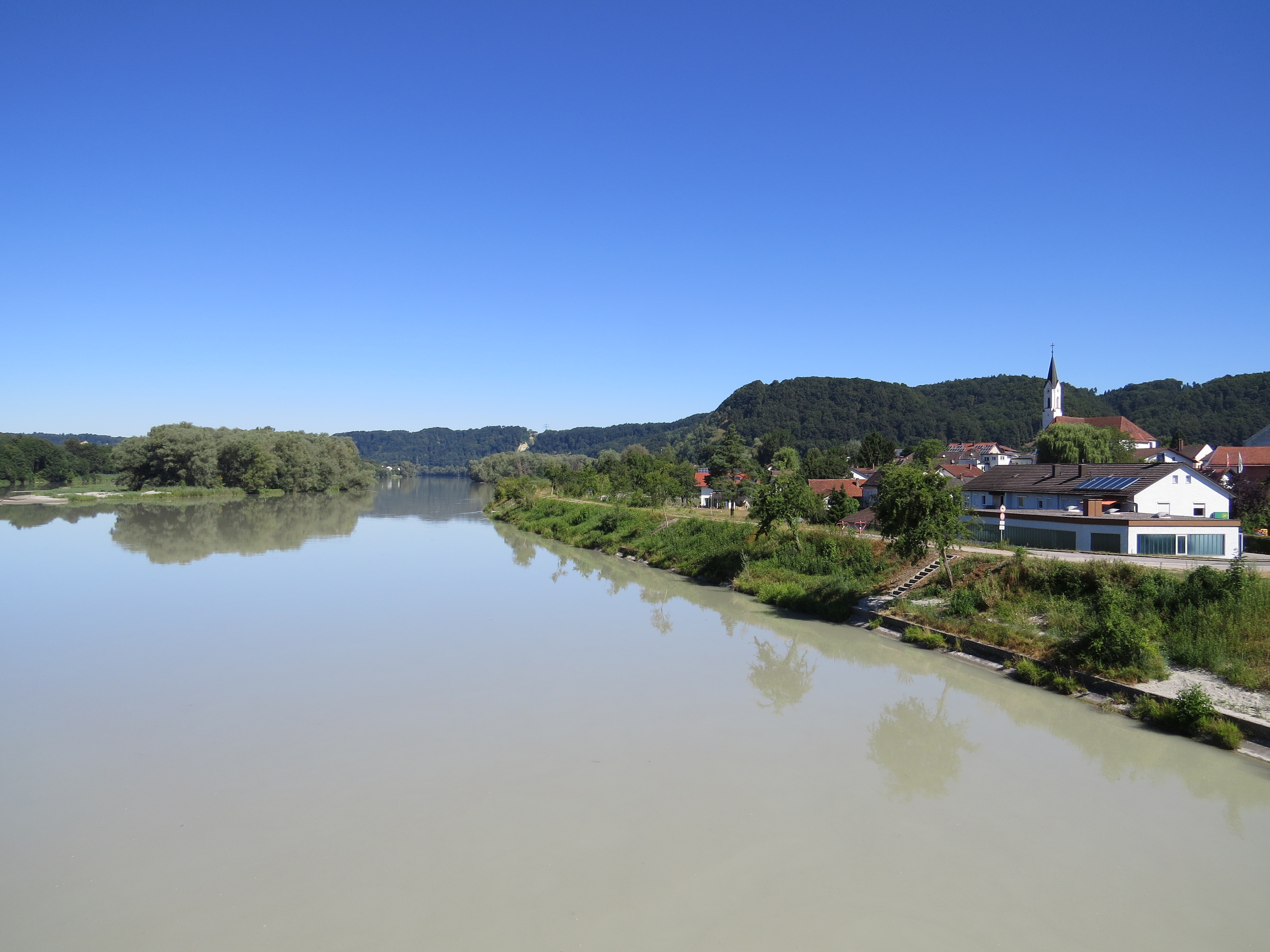
Вид на місто з річки Інн
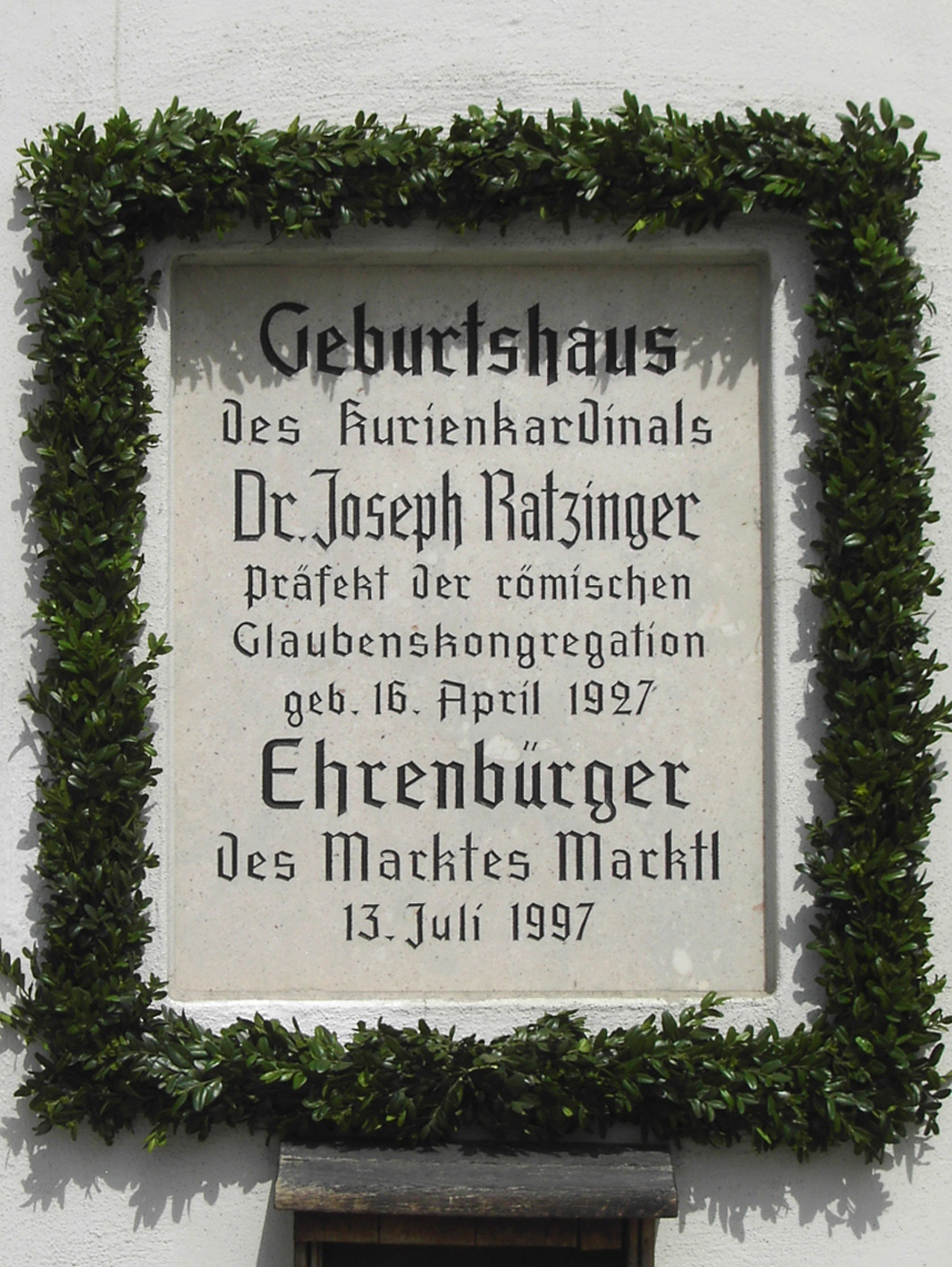
Пам’ятна дошка на честь Бенедикта XVI
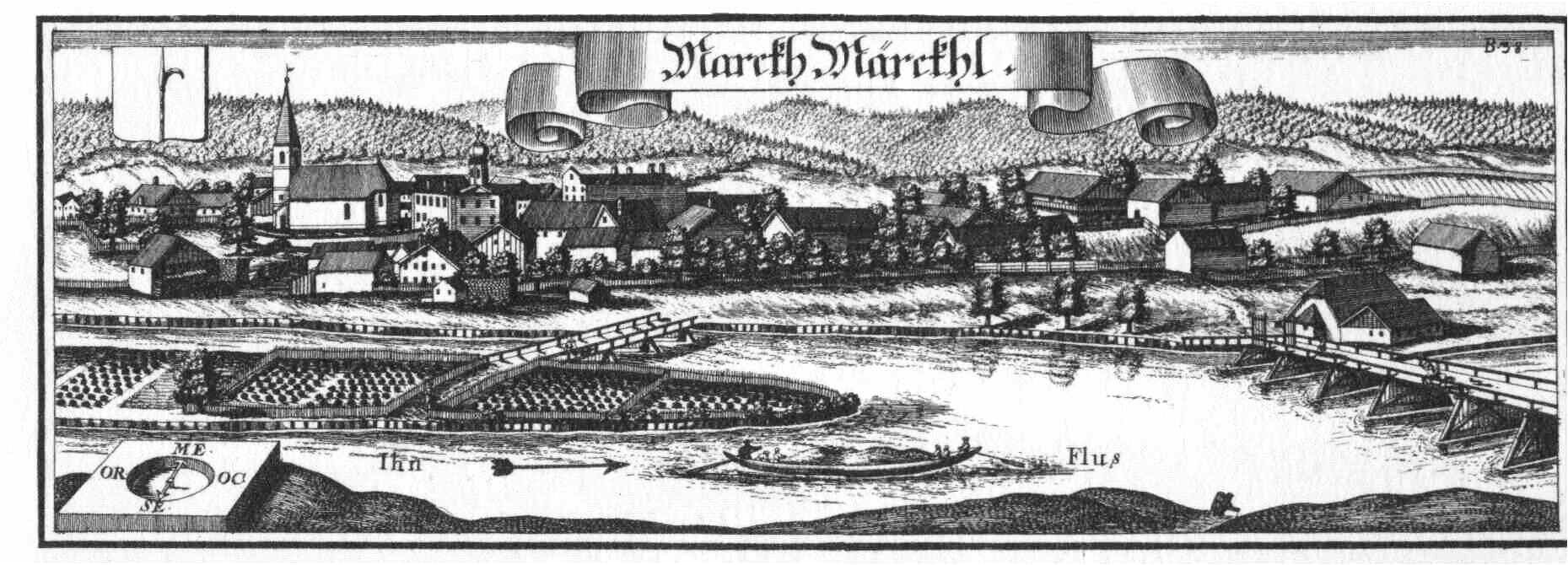
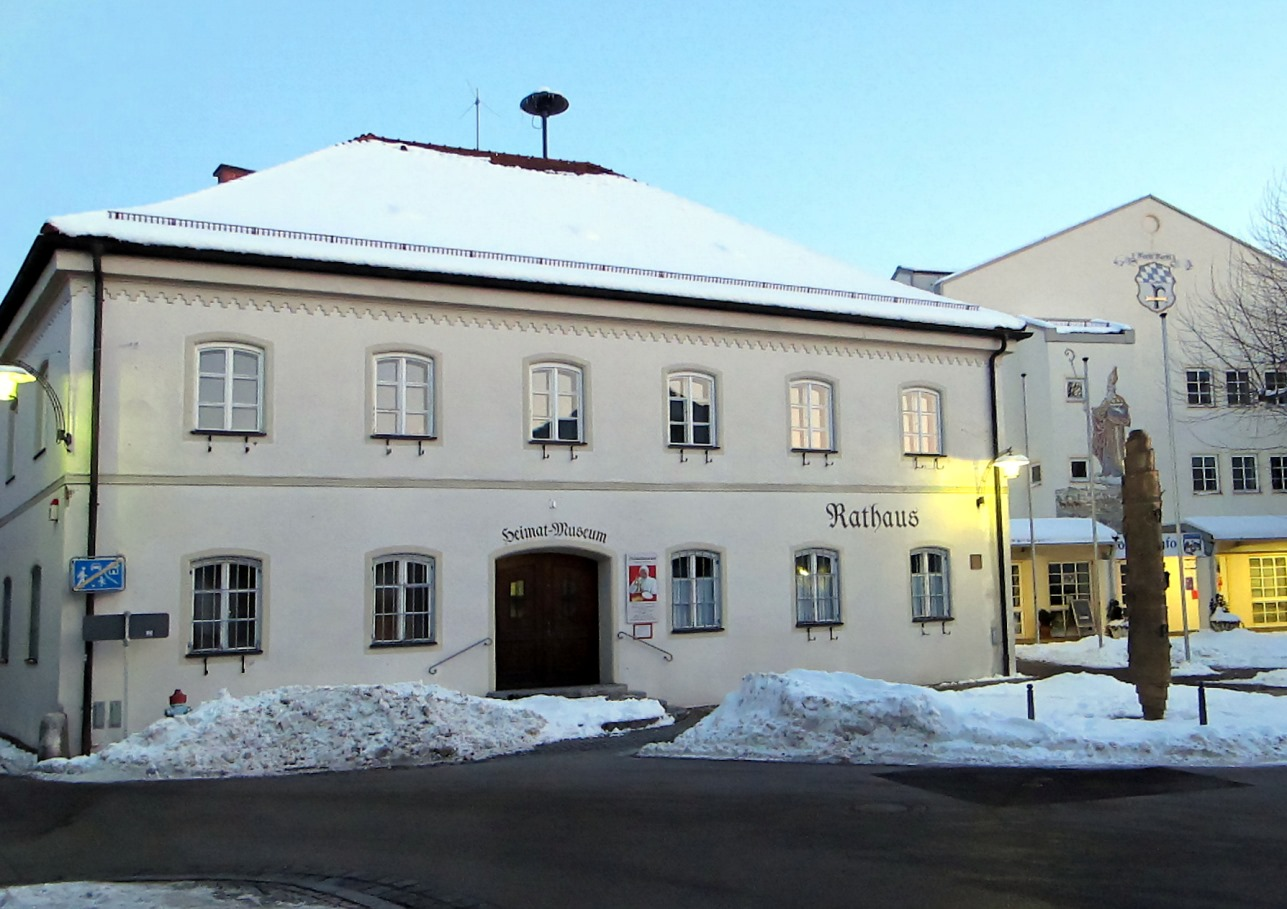
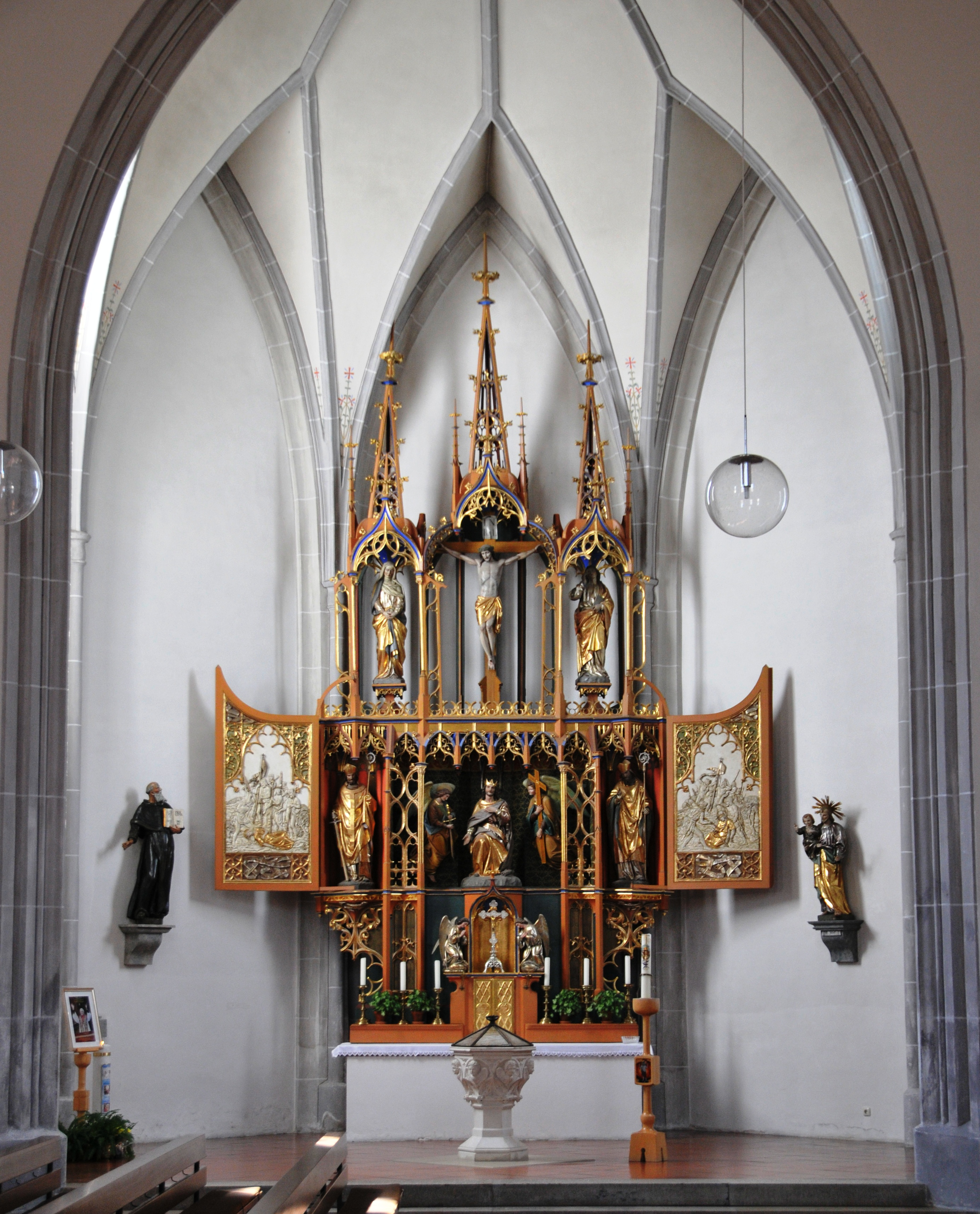
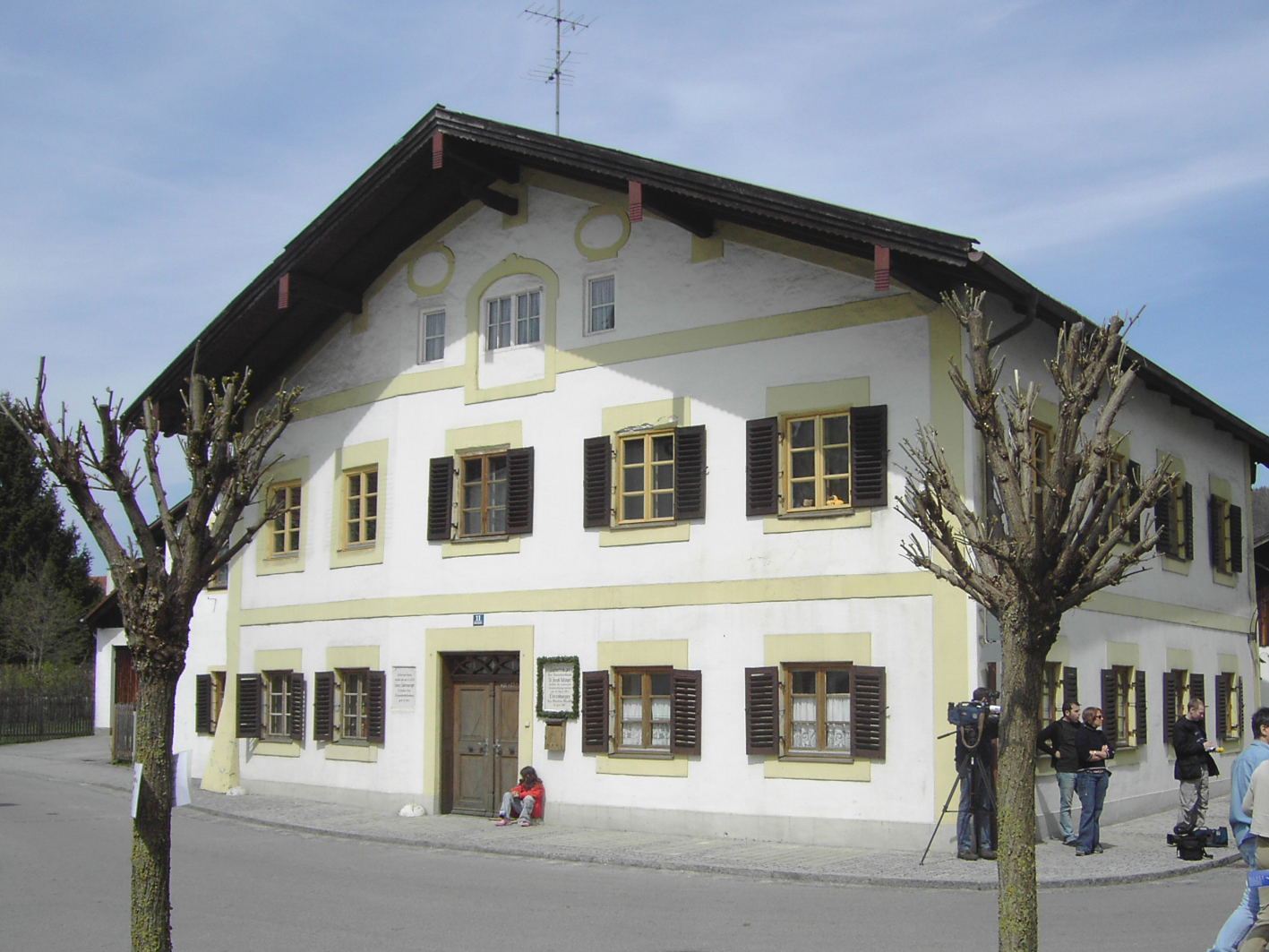